# Muhaqqiq al-Hilli
Najm ul-Din Abul-Qasim Ja'far bin al-Hasan bin Yahya bin al-Hasan bin Sa'id (født 1205, død 1277), bedre kendt som al-Muhaqqiq al-Hilli, var en prominent Tolver Shia lærd fra nuværende Irak, der er bedst kendt for sit værk Shara'i al-Islam (islamisk sharia).